# Sædding Ringvej
Sædding Ringvej er en tosporet ringvej gennem bydelen Sædding i det nordvestlige Esbjerg.
Den er med til at fordele trafikken der skal fra det nordlige og vestlige Esbjerg, og ud til Vestvejen (sekundærrute 463) der går mod Billum, primærrute 12 der går mod Herning og Esbjergmotorvejen E20 ved tilslutningsanlæg 75 Esbjerg N, der går mod Kolding og Esbjerg Centrum og Esbjerg Havn. 
Vejen forbinder Gjesing Ringvej i øst og Sædding Strandvej i vest og krydser Tarphagevej/Sekundærrute 447 (nl).